# Герои Российской Федерации — К

В настоящем списке представлены в алфавитном порядке Герои Российской Федерации, чьи фамилии начинаются с буквы «К». Список содержит информацию о роде войск (службе, деятельности) Героев на время присвоения звания, дате рождения, месте рождения, дате смерти и месте смерти Героев. Наименования мест рождения и смерти (гибели) Героев и их административно-территориальная принадлежность указываются на момент этих событий.
 Серым цветом в таблице выделены Герои, награждённые посмертно. 
| №   | Фото | Фамилия Имя Отчество                 | Род войск, служба    | Годы жизни                           | Место рождения                                                                              | Место гибели (смерти)                                                   |        |
| --- | ---- | ------------------------------------ | -------------------- | ------------------------------------ | ------------------------------------------------------------------------------------------- | ----------------------------------------------------------------------- | ------ |
| 1   |      | Кабанов, Иван Вячеславович           | Пехота и мотострелки | 22 октября 1996 — 15 октября 2022    | Ола, Ольский район, Магаданская область                                                     | Украина                                                                 |        |
| 2   |      | Кабицкий, Вячеслав Александрович     | Бронетанковые войска | род. 14 июля 1987                    | Новый Свет, Калачинский район, Омская область, РСФСР                                        |                                                                         |        |
| 3   |      | Каганов, Владимир Михайлович         | авиация              | род. 29 января 1953                  | Клайпеда, Литовская ССР                                                                     |                                                                         |        |
| 4   |      | Кадырбулатов, Рафик Валитович        | ВВ МВД               | 13 июня 1976 — 18 апреля 1995        | пос. Пойменный, Астраханская область, РСФСР                                                 | Бамут, Чечня                                                            |        |
| 5   |      | Кадыров, Ахмат Абдулхамидович        | Политик              | 23 августа 1951 — 9 мая 2004         | Караганда, Казахская ССР                                                                    | Грозный, Чечня                                                          | [ 1 ]  |
| 6   |      | Кадыров, Рамзан Ахматович            | Политик              | род. 5 октября 1976                  | Центарой, Чечено-Ингушская АССР, РСФСР                                                      |                                                                         | [ 2 ]  |
| 7   |      | Казаналипов, Муртазали Расулович     |                      | 10 февраля 1964 — 25 августа 1999    | село Анди, Ботлихский район, Дагестанская АССР, РСФСР                                       | село Анди, Ботлихский район, Дагестан                                   |        |
| 8   |      | Казанцев, Виктор Германович          | Генералитет          | 22 февраля 1946 — 14 сентября 2021   | пгт Коханово, Витебская область, Белорусская ССР                                            | Краснодар, Краснодарский край                                           |        |
| 9   |      | Казымов, Эдуард Иванович             | Морская пехота       |                                      | п. Строитель, Тамбовский район, Тамбовская область                                          |                                                                         |        |
| 10  |      | Казьмин, Пётр Иванович               | авиация              | 20 декабря 1915 — 7 января 2010      | с. Паника, Тамбовская губерния, Российская империя                                          | Кратово, Московская область, Российская Федерация                       | [ 3 ]  |
| 11  |      | Каидов, Зулкаид Гусейнович           | ФСБ                  | род. 29 января 1968                  | с. Буршаг, Агульский район, Дагестанская АССР, РСФСР                                        |                                                                         | [ 4 ]  |
| 12  |      | Какиев, Саид-Магомед Шамаевич        | спецназ ГРУ          | род. 22 февраля 1970                 | Кень-Юрт, Грозненский район, Чечено-Ингушская АССР, РСФСР                                   |                                                                         |        |
| 13  |      | Калашников, Виктор Васильевич        | авиация              | 29 января 1917 — 30 августа 2010     | д. Коростово, Звенигородский уезд, Московская губерния                                      | Москва, Российская Федерация                                            | [ 5 ]  |
| 14  |      | Калашников, Иван Николаевич          | Пехота и мотострелки | род. 8 января 1986                   | Новый Заган, Мухоршибирский район, Бурятская АССР, РСФСР                                    |                                                                         |        |
| 15  |      | Калашников, Михаил Тимофеевич        | Конструктор          | 10 ноября 1919 — 23 декабря 2013     | Курья, Змеиногорский уезд, Алтайская губерния, РСФСР                                        | Ижевск, Удмуртия                                                        | [ 6 ]  |
| 16  |      | Калери, Александр Юрьевич            | Лётчик-космонавт     | род. 13 мая 1956                     | Юрмала, Латвийская ССР                                                                      |                                                                         | [ 7 ]  |
| 17  |      | Калиматов, Алихан Макшарипович       | ФСБ                  | 18 апреля 1969 — 17 сентября 2007    | станица Орджоникидзевская, Сунженский район, Чечено-Ингушская АССР, РСФСР                   | Назрань, Ингушетия                                                      |        |
| 18  |      | Калинин, Александр Анатольевич       | спецназ ГРУ          | 16 февраля 1975 — 21 февраля 2000    | пос. Надвоицы, Сегежский район, Карельская АССР, СССР                                       | с. Харсеной, Шатойский район, Чечня                                     |        |
| 19  |      | Калмыков, Алексей Николаевич         | спецназ ГРУ          | 8 декабря 1988 — 11 апреля 2022      |                                                                                             | Украина                                                                 |        |
| 20  |      | Каляпин, Андрей Вячеславович         | ВВ МВД               | 5 сентября 1979 — 29 августа 1999    | село Пригородное, Сердобский район, Пензенская область                                      | с. Чабанмахи, Буйнакский район, Дагестан                                |        |
| 21  |      | Каменских, Иван Михайлович           | Конструктор          | род. 3 февраля 1946                  | пгт. Очёр, Молотовская область, РСФСР, СССР                                                 |                                                                         | [ 8 ]  |
| 22  |      | Канакин, Валерий Владимирович        | ФСБ                  | род. 5 мая 1960                      | деревня Овчарные Выселки, Вадинский район, Пензенская область, РСФСР, СССР                  |                                                                         |        |
| 23  |      | Капустин, Евгений Александрович      | Бронетанковые войска | род. 22 февраля 1980                 | Волгоград, РСФСР                                                                            |                                                                         |        |
| 24  |      | Каракетов, Юнус Кеккезович           | партизан             | 8 марта 1919 — 8 июня 1944           | с. Джегетей, Кубанская область, РСФСР                                                       | Борисов, Минская область, Белорусская ССР                               | [ 10 ] |
| 25  |      | Карамышев, Александр Викторович      | авиация              | род. 1974                            |                                                                                             |                                                                         |        |
| 26  |      | Карасёв, Борис Иванович              | авиация              | 28 июля 1919 — 29 августа 2011       | Рига-Васильевка, Богородицкий уезд, Тульская губерния, РСФСР                                | Москва, Российская Федерация                                            | [ 11 ] |
| 27  |      | Карданов, Охид Муссович              | кавалерия            | 10 мая 1924 — 23 июля 1944           | аул Клычевский, Карачаево-Черкесская АО, РСФСР                                              | Августов, Белостокская область, Белорусская ССР                         | [ 12 ] |
| 28  |      | Карелин, Александр Александрович     | Олимпийские чемпионы | род. 19 сентября 1967                | Новосибирск, РСФСР                                                                          |                                                                         | [ 13 ] |
| 29  |      | Каркавин, Илья Викторович            | спецназ ГРУ          | 22 августа 2003 — 9 ноября 2022      | с. Завьялово, Завьяловский район, Алтайский край                                            | Украина                                                                 |        |
| 30  |      | Карлов, Андрей Геннадьевич           | Политик              | 4 февраля 1954 — 19 декабря 2016     | Москва, СССР                                                                                | Анкара, Турция                                                          |        |
| 31  |      | Карпенко, Евгений Васильевич         | спецназ ГРУ          | погиб 26 августа 2023                | Кидыш, Уйский район, Челябинская область, РСФСР                                             | Украина                                                                 |        |
| 32  |      | Карпушенко, Владимир Валерьевич      | ВМФ                  | род. 12 декабря 1974                 | Будапешт, ВНР                                                                               |                                                                         |        |
| 33  |      | Касков, Олег Александрович           | Бронетанковые войска | род. 6 апреля 1973                   | Кыштым, Челябинская область, РСФСР                                                          |                                                                         |        |
| 34  |      | Касперович, Дмитрий Валерьевич       | Пехота и мотострелки | род. 15 декабря 1976                 | Свердловск, РСФСР                                                                           |                                                                         |        |
| 35  |      | Каспрук, Сергей Александрович        | авиация              | род. 3 января 1975                   | Москва, РСФСР                                                                               |                                                                         |        |
| 36  |      | Касьянов, Илья Анатольевич           | Пехота и мотострелки | 26 мая 1961 — 8 ноября 1999          | Сочи, Краснодарский край, РСФСР                                                             | село Бамут, Чечня                                                       |        |
| 37  |      | Катериничев, Алексей Викторович      | МЧС России           | 30 июня 1974 — 30 сентября 2022      | Рыбинск, Ярославская область, РСФСР, СССР                                                   | Херсон                                                                  | [ 14 ] |
| 38  |      | Катунькин, Артём Викторович          | ВВ МВД               | род. 24 августа 1980                 | Катав-Ивановск, Челябинская область, РСФСР                                                  |                                                                         |        |
| 39  |      | Качковский, Сергей Владиславович     | Бронетанковые войска | род. 5 октября 1968                  | село Молога, Одесская область, Украинская ССР                                               |                                                                         |        |
| 40  |      | Качуевская, Наталья Александровна    | Медицинская служба   | 22 февраля 1922 — 20 ноября 1942     | Москва, РСФСР                                                                               | южнее поселка Хулхута, Черноземельский улус, Калмыцкая АССР, РСФСР      | [ 5 ]  |
| 41  |      | Качура, Ольга Сергеевна              | Артиллерия           | 12 мая 1970 — 29 июля 2022           | Донецк, Украинская ССР                                                                      | Горловка, ДНР                                                           |        |
| 42  |      | Каштанов, Пётр Вячеславович          | авиация              | род. 1991                            | Жердевка, Тамбовская область, РСФСР                                                         |                                                                         |        |
| 43  |      | Квасников, Леонид Романович          | СВР                  | 2 июня 1905 — 15 октября 1993        | Узловая, Тульская губерния, Российская империя                                              | Москва, Российская Федерация                                            | [ 15 ] |
| 44  |      | Кваша, Николай Иосифович             | Конструктор          | 8 декабря 1928 — 4 ноября 2007       | Зиновьевск, Зиновьевский округ, Украинская ССР                                              | Нижний Новгород, Российская Федерация                                   |        |
| 45  |      | Квашнин, Анатолий Васильевич         | Генералитет          | 15 августа 1946 — 7 января 2022      | Уфа, Башкирская АССР, РСФСР                                                                 | Москва, Российская Федерация                                            |        |
| 46  |      | Квочур, Анатолий Николаевич          | авиация              | род. 16 апреля 1952                  | село Мазуровка, Винницкая область, Украинская ССР                                           |                                                                         | [ 16 ] |
| 47  |      | Кевиш, Вячеслав Эдуардович           | спецназ ГРУ          | 30 апреля 1987 — 16 сентября 2022    | Осинники, Кемеровская область, РСФСР                                                        | Украина                                                                 |        |
| 48  |      | Кириенко, Сергей Владиленович        | Конструктор          | род. 26 июля 1962                    | Сухуми, Абхазская АССР, Грузинская ССР                                                      |                                                                         |        |
| 49  |      | Кириллин, Алексей Юрьевич            | авиация              | 18 апреля 1970 — 31 января 2000      | Сызрань, Куйбышевская область, РСФСР                                                        | Харсеной, Шатойский район, Чечня                                        |        |
| 50  |      | Кириченко, Григорий Сергеевич        | Десантные войска     | род. 28 сентября 1954                | Гераськовка, Марковский район, Луганская область, Украинская ССР                            |                                                                         |        |
| 51  |      | Кирьянов, Александр Владимирович     | авиация              | 28 сентября 1966 — 31 декабря 1994   | Выборг, Ленинградская область, РСФСР                                                        | Грозный, Чечня                                                          |        |
| 52  |      | Кирюшин, Евгений Александрович       |                      | 6 октября 1949 — 6 ноября 2018       | д. Потаповка, Красноярский район, Куйбышевская область, РСФСР                               | Москва, Российская Федерация                                            | [ 17 ] |
| 53  |      | Киселёв, Владимир Евгеньевич         |                      |                                      |                                                                                             |                                                                         |        |
| 54  |      | Кислов, Сергей Александрович         | Бронетанковые войска | 22 января 1956 — 17 мая 2001         | Коркино, Коркинский район, Челябинская область, РСФСР                                       | Бачи-Юрт, Курчалоевский район, Чечня                                    |        |
| 55  |      | Кистень, Константин Петрович         | авиация              | род. 7 апреля 1967                   | Сучан, Приморский край, РСФСР                                                               |                                                                         |        |
| 56  |      | Китанин, Роман Александрович         | ВВ МВД               | 1 января 1978 — 2 июня 2007          | р.п. Тамала, Тамалинский район, Пензенская область, РСФСР                                   | Солнечное, Хасавюртовский район, Республика Дагестан                    |        |
| 57  |      | Кичкайло, Геннадий Анатольевич       | ВВ МВД               | 25 апреля 1972 — 14 марта 2000       | Ленинград, СССР                                                                             | село Комсомольское, Урус-Мартановский район, Чечня                      |        |
| 58  |      | Кишинский, Александр Евгеньевич      | МВД                  | род. 8 апреля 1952                   | Ивантеевка, Московская область, РСФСР                                                       |                                                                         | [ 18 ] |
| 59  |      | Клещенко, Василий Петрович           | авиация              | 28 октября 1976 — 15 апреля 2022     | Ивановка, Ивановский район, Амурская область, РСФСР                                         | Изюмский район, Харьковская область, Украина                            |        |
| 60  |      | Клещерёв, Иван Юрьевич               | Пехота и мотострелки |                                      |                                                                                             |                                                                         |        |
| 61  |      | Клименко, Дмитрий Николаевич         | Артиллерия           | род. 22 августа 1969                 | Нежин, Черниговская область, Украинская ССР                                                 |                                                                         |        |
| 62  |      | Климов, Александр Михайлович         | авиация              | род. 22 августа 1969                 | Кутузовка (Хабаровский край), Район имени Лазо, Хабаровский край, РСФСР                     |                                                                         | [ 20 ] |
| 63  |      | Климов, Юрий Семёнович               | МВД                  | 21 сентября 1961 — 9 января 2000     | деревня Мраково, Кугарчинский район, Башкирская АССР, РСФСР                                 | вблизи города Аргун, Чечня                                              |        |
| 64  |      | Клочков, Евгений Викторович          | Пехота и мотострелки | 10 июля 1978 — 9 октября 1999        | дер. Воровая, Калужский район, Калужская область, РСФСР                                     | район с. Бамут, Ачхой-Мартановский район, Чечня                         |        |
| 65  |      | Клупов, Рустем Максович              | Пехота и мотострелки | род. 27 октября 1963                 | Баку, Азербайджанская ССР                                                                   |                                                                         |        |
| 66  |      | Клыков, Виктор Павлович              | авиация              | 15 (28) января 1917 — 6 октября 1941 | Рыльск, Курская губерния                                                                    | в районе с. Доброе Поле, Порховский район, Ленинградская область, РСФСР |        |
| 67  |      | Ключников, Олег Михайлович           | МВД                  | 11 июля 1966 — 17 июня 2002          | Воронеж, РСФСР                                                                              | Чожи-Чу, Ачхой-Мартановский район, Чечня                                |        |
| 68  |      | Кнышов, Анатолий Николаевич          | авиация              | род. 2 марта 1947                    | посёлок зерносовхоза Индустрия, Станично-Луганский район, Луганская область, Украинская ССР |                                                                         |        |
| 69  |      | Кобец, Роман Станиславович           | авиация              | род. 11 февраля 1981                 | Сызрань, Куйбышевская область, РСФСР                                                        |                                                                         |        |
| 70  |      | Кобин, Александр Иванович            | Пехота и мотострелки | 21 сентября 1959 — 18 октября 1995   | с. Маяк, Староюрьевский район, Тамбовская область, РСФСР                                    | Чечня                                                                   |        |
| 71  |      | Кобылаш, Сергей Иванович             | авиация              | род. 1 апреля 1965                   | Одесса, Украинская ССР                                                                      |                                                                         |        |
| 72  |      | Ковалёв, Александр Геннадьевич       | ВВ МВД               | 15 октября 1973 — 10 сентября 1999   | ст. Красноармейская, Красноармейский район, Краснодарский край, РСФСР                       | район села Новолакское, Новолакский район, Дагестан                     |        |
| 73  |      | Коваль, Жорж Абрамович               | Разведка ГРУ         | 25 декабря 1913 — 31 января 2006     | Су-Сити, штат Айова, США                                                                    | Москва, Российская Федерация                                            |        |
| 74  |      | Ковальчук, Алексей Васильевич        |                      |                                      |                                                                                             |                                                                         |        |
| 75  |      | Ковтун, Андрей Николаевич            | Пехота и мотострелки | 29 июля 1996 — 10 августа 2022       | пгт. Смидович, Еврейская автономная область                                                 | с. Спорное, Украина                                                     |        |
| 76  |      | Ковтун, Владимир Павлович            | спецназ ГРУ          | род. 27 июля 1960                    | Орджоникидзе, Северо-Осетинская АССР, РСФСР                                                 |                                                                         |        |
| 77  |      | Кожемякин, Дмитрий Сергеевич         | Десантные войска     | 30 апреля 1977 — 1 марта 2000        | Ульяновск, РСФСР                                                                            | высота 776, Шатойский район, Чечня                                      |        |
| 78  |      | Кожин, Игорь Сергеевич               | авиация              | род. 27 декабря 1960                 | Ленинград, РСФСР                                                                            |                                                                         |        |
| 79  |      | Козеев, Константин Мирович           | Космонавт            | род. 1 декабря 1967                  | Калининград, Московская область, РСФСР                                                      |                                                                         |        |
| 80  |      | Козин, Алексей Владимирович          | Бронетанковые войска | 28 мая 1976 — 5 сентября 1999        | Казань, Татарская АССР, РСФСР                                                               | район села Новолакское, Новолакский район, Дагестан                     |        |
| 81  |      | Козлов, Алексей Михайлович           | СВР                  | 21 декабря 1934 — 2 ноября 2015      | Опарино, Опаринский район, Северный край, РСФСР                                             | Москва, Российская Федерация                                            |        |
| 82  |      | Козлов, Илья Николаевич              | ВМФ                  | род. 3 апреля 1951                   | Балашиха, Московская область, РСФСР                                                         |                                                                         |        |
| 83  |      | Козлов, Олег Александрович           | Пехота и мотострелки | род. 20 апреля 1963                  | с. Арзгир, Арзгирский район, Ставропольский край, РСФСР                                     |                                                                         |        |
| 84  |      | Козлов, Олег Анатольевич             | ФПС                  | род. 8 августа 1972                  | Куляб, Таджикская ССР                                                                       |                                                                         |        |
| 85  |      | Козловский, Евгений Валерьевич       | Пехота и мотострелки | 30 мая 1988 — 29 июня 2022           | совхоз Вербенский, Николаевский район, Волгоградская область, РСФСР                         | Дементиевка, Дергачёвский район, Харьковская область, Украина           |        |
| 86  |      | Кокинаев, Шамиль Жалилович           | спецназ ГРУ          | род. 25 декабря 1971                 | пос. Георгиевка, Чимкентская область, Казахская ССР                                         |                                                                         |        |
| 87  |      | Кокшин, Руслан Владимирович          | ФПС                  | род. 7 мая 1979                      | Тула, РСФСР                                                                                 |                                                                         |        |
| 88  |      | Колгатин, Александр Михайлович       | Десантные войска     | 16 июля 1975 — 1 марта 2000          | Камышин, Волгоградская область, РСФСР                                                       | высота 776, Шатойский район, Чечня                                      |        |
| 89  |      | Колесников, Евгений Николаевич       | ВМФ                  | 23 ноября 1963 — 17 января 1995      | Завитинск, Амурская область, РСФСР                                                          | Грозный, Чечня                                                          |        |
| 90  |      | Колесников, Юрий Антонович           | Разведка НКВД        | 17 марта 1922 — 14 августа 2013      | Болград, Бессарабия, Румыния                                                                | Москва, Российская Федерация                                            |        |
| 91  |      | Колесов, Александр Гаврильевич       |                      | род. в 1973                          | Намский район, Якутская АССР, РСФСР                                                         |                                                                         |        |
| 92  |      | Колос, Иван Андреевич                | Разведка ГРУ         | 5 июля 1923 — 12 августа 2007        | Картыничи, Мозырский уезд, Белорусская ССР                                                  | Москва, Российская Федерация                                            |        |
| 93  |      | Колпаков, Николай Викторович         | авиация              | род. 21 мая 1955                     | станица Сторожевая, Зеленчукский район, Ставропольский край, РСФСР                          |                                                                         |        |
| 94  |      | Колыбабинский, Владимир Николаевич   | Десантные войска     | род. 4 апреля 1963                   | с. Пасынки, Шаргородский район, Винницкая область, Украинская ССР                           |                                                                         |        |
| 95  |      | Комаров, Александр Николаевич        | авиация              | род. 5 октября 1945                  | Ленинград, РСФСР                                                                            |                                                                         |        |
| 96  |      | Комягин, Александр Валерьевич        | Десантные войска     | 30 сентября 1977 — 1 марта 2000      | Рассказово, Тамбовская область, РСФСР                                                       | высота 776, Шатойский район, Чечня                                      |        |
| 97  |      | Кондакова, Елена Владимировна        | Лётчик-космонавт     | род. 30 марта 1957                   | Мытищи, Московская область, РСФСР                                                           |                                                                         |        |
| 98  |      | Кондратенко, Михаил Владимирович     | авиация              | род. 29 апреля 1975                  | Ахтубинск, Астраханская область, РСФСР                                                      |                                                                         |        |
| 99  |      | Кондратенко, Николай Андреевич       | спецназ ГРУ          | 28 марта 1989 — 31 марта 2023        | Алзамай, Нижнеудинский район, Иркутская область, РСФСР                                      | Украина                                                                 |        |
| 100 |      | Кондратьев, Дмитрий Юрьевич          | Космонавт            | род. 25 мая 1969                     | Иркутск, РСФСР                                                                              |                                                                         |        |
| 101 |      | Кондрашкин, Андрей Владимирович      | Десантные войска     | 1979 — 16 сентября 2023              | п. Первомайский, Тамбовская область, РСФСР                                                  | Украина                                                                 |        |
| 102 |      | Коновалов, Александр Григорьевич     | авиация              | род. 18 апреля 1949                  | Багратионовск, Калининградская область, РСФСР                                               |                                                                         |        |
| 103 |      | Коновалов, Юрий Михайлович           | Конструктор          | 6 августа 1930 — 14 апреля 2023      | Сенгилей, Сенгилеевский район, Средневолжский край, РСФСР                                   | Санкт-Петербург, Россия                                                 |        |
| 104 |      | Кононенко, Олег Дмитриевич           | Лётчик-космонавт     | род. 21 июня 1964                    | Чарджоу, Чарджоуский район, Туркменская ССР                                                 |                                                                         |        |
| 105 |      | Кононенко, Олег Олегович             | авиация              | род. 11 января 1962                  | Ростов-на-Дону, РСФСР                                                                       |                                                                         |        |
| 106 |      | Кононов, Александр Иванович          | спецназ ГРУ          | 17 мая 1978 — 12 августа 2014        | Находка, Приморский край, РСФСР                                                             | Дагестан                                                                |        |
| 107 |      | Конопелькин, Евгений Николаевич      | Десантные войска     | род. 22 февраля 1969                 | Аша, Челябинская область, РСФСР                                                             |                                                                         |        |
| 108 |      | Конорев, Александр Владимирович      | Пехота и мотострелки | 21 апреля 1985 — 17 июня 2022        | Верхние Мочары, Ядринский район, Чувашская АССР, РСФСР                                      | Краснополье, Донецкая область                                           |        |
| 109 |      | Константинов, Леонид Сергеевич       | ФПС                  | 9 апреля 1961 — 31 мая 2001          | д. Липовка, Ибресинский район, Чувашская АССР, РСФСР                                        | близ станицы Нестеровская, Сунженский район, Ингушетия                  |        |
| 110 |      | Концов, Максим Андреевич             | ВВ МВД               | 16 мая 1988 — 24 марта 2022          | Улан-Удэ, Бурятская АССР, РСФСР                                                             | Украина                                                                 |        |
| 111 |      | Конюхов, Иван Иванович               | авиация              | род. 13 октября 1968                 | Ейск, Краснодарский край, РСФСР                                                             |                                                                         |        |
| 112 |      | Копейкин, Антон Геннадьевич          | ФСБ                  | 6 июня 1977 — 22 июня 2020           | Белгород, РСФСР                                                                             | Сирия                                                                   | [ 21 ] |
| 113 |      | Копылов, Александр Мстиславович      | ФСБ                  | род. 25 февраля 1964                 | Москва, РСФСР                                                                               |                                                                         |        |
| 114 |      | Копыркин, Анатолий Степанович        | авиация              | род. 15 июня 1954                    | с. Берёзовка, Артинский район, Свердловская область, РСФСР                                  |                                                                         |        |
| 115 |      | Копытов, Николай Сергеевич           | Десантные войска     | род. 5 июня 1988                     | с. Кольчуг, Чердынский район, Пермская область, РСФСР                                       |                                                                         |        |
| 116 |      | Корабельников, Валентин Владимирович | Генералитет          | род. 4 января 1946                   | Рассказово, Тамбовская область, РСФСР                                                       |                                                                         |        |
| 117 |      | Кораблёв, Алексей Михайлович         | Бронетанковые войска | род. 21 марта 1979                   | село Галактионово, Чистопольский район, Татарская АССР, РСФСР                               |                                                                         |        |
| 118 |      | Коргутов, Владимир Александрович     | Бронетанковые войска | род. 12 декабря 1965                 | Вёшенская, Вёшенский район, Ростовская область, РСФСР                                       |                                                                         |        |
| 119 |      | Корзун, Валерий Григорьевич          | Лётчик-космонавт     | род. 5 марта 1953                    | Красный Сулин, Ростовская область, РСФСР                                                    |                                                                         |        |
| 120 |      | Корниенко, Игорь Александрович       | Пехота и мотострелки | 15 марта 1964 — 6 января 1995        | Новоград-Волынский, Украинская ССР                                                          | Грозный, Чечня                                                          |        |
| 121 |      | Корниенко, Михаил Борисович          | Лётчик-космонавт     | род. 15 апреля 1960                  | Сызрань, Куйбышевская область, РСФСР                                                        |                                                                         |        |
| 122 |      | Корнилов, Александр Сергеевич        | Бронетанковые войска |                                      |                                                                                             |                                                                         |        |
| 123 |      | Коробенков, Анатолий Сергеевич       | спецназ ГРУ          | род. 27 мая 1975                     | Улан-Удэ, Бурятская АССР, РСФСР                                                             |                                                                         |        |
| 124 |      | Коробов, Игорь Валентинович          | Генералитет          | 3 августа 1956 — 21 ноября 2018      | Вязьма, Смоленская область, РСФСР                                                           | Москва, Российская Федерация                                            |        |
| 125 |      | Коровушкин, Роман Сергеевич          | Десантные войска     | 13 октября 1974 — 4 октября 1993     | Муром, Владимирская область, РСФСР                                                          | Москва, Российская Федерация                                            |        |
| 126 |      | Корольков, Аркадий Михайлович        | Артиллерия           | род. 26 июля 1964                    | Свердловск, РСФСР                                                                           |                                                                         |        |
| 127 |      | Корольков, Сергей Иванович           | авиация              | 24 марта 1917 — 11 июля 1943         | Царицын, Саратовская губерния, Российская империя                                           | Беленихинский район, Курская область, РСФСР                             |        |
| 128 |      | Коростиев, Виктор Петрович           | авиация              | род. 19 июня 1946                    | Зерноград, Ростовская область, РСФСР                                                        |                                                                         |        |
| 129 |      | Короченский, Анатолий Анатольевич    | МВД                  | 17 января 1957 — 6 октября 1993      | хут. Прогресс, Гулькевичский район, Краснодарский край, РСФСР                               | Москва, Российская Федерация                                            |        |
| 130 |      | Корчагин, Иван Иванович              | авиация              | 20 марта 1916 — 12 октября 2003      | с. Михайловка, Бельский уезд (Смоленская губерния), Смоленская губерния, РСФСР              | Москва, Российская Федерация                                            |        |
| 131 |      | Коршунов, Сергей Иванович            | МВД                  | 4 февраля 1971 — 6 октября 1993      | дер. Марьевка, Сампурский район, Тамбовская область, РСФСР                                  | Москва, Российская Федерация                                            |        |
| 132 |      | Косачёв, Сергей Иванович             | спецназ ГРУ          | 6 февраля 1960 — 18 января 1996      | Октябрьское, Красногвардейский район, Крымская область, Украинская ССР                      | Первомайское, Хасавюртовский район, Дагестан                            |        |
| 133 |      | Костечко, Николай Николаевич         | Генералитет          | 25 ноября 1946 — 3 июля 2022         | д. Домашицы, Пинский район, Пинская область, Белорусская ССР                                | Москва, Российская Федерация                                            |        |
| 134 |      | Костин, Виктор Константинович        |                      | род. 4 марта 1934                    | Москва, РСФСР                                                                               |                                                                         |        |
| 135 |      | Костин Сергей Вячеславович           | Десантные войска     | 10 ноября 1969 — 13 августа 1999     | п. Красная Поляна, Хотынецкий район, Орловская область, РСФСР                               | высота «Ослиное Ухо», Ботлихский район, Дагестан.                       |        |
| 136 |      | Костоев, Абубакар Хасанович          | МВД                  | род. 30 июля 1967                    | станица Орджоникидзевская, Сунженский район, Чечено-Ингушская АССР, РСФСР                   |                                                                         |        |
| 137 |      | Костоев, Абубукар Султанович         | МВД                  | 23 августа 1960 — 21 июня 2004       | село Экажево, Назрановский район, Чечено-Ингушская АССР, РСФСР                              | Назрань, Ингушетия                                                      |        |
| 138 |      | Костоев, Ширвани Устарханович        | авиация              | 20 февраля 1923 — 6 августа 1949     | с. Галашки, Ингушский национальный округ, Горская АССР, РСФСР                               | Елгава, Латвийская ССР                                                  |        |
| 139 |      | Костюков, Валентин Ефимович          | Конструктор          | род. 12 августа 1949                 | Горьковская область, РСФСР, СССР                                                            |                                                                         |        |
| 140 |      | Костюков, Игорь Олегович             | Генералитет          | род. 21 февраля 1961                 | Амурская область, РСФСР                                                                     |                                                                         |        |
| 141 |      | Котиев, Ахмед Макшарипович           | МВД                  | 20 января 1960 — 27 августа 2013     | село Инарки, Малгобекский район, Чечено-Ингушская АССР, РСФСР                               | Малгобекский район, Ингушетия, Российская Федерация                     |        |
| 142 |      | Котов, Олег Валерьевич               | Лётчик-космонавт     | род. 27 октября 1965                 | Симферополь, Крымская область, Украинская ССР                                               |                                                                         |        |
| 143 |      | Кочев, Станислав Вадимович           | спецназ ГРУ          |                                      | Республика Коми                                                                             |                                                                         |        |
| 144 |      | Кочешков, Евгений Николаевич         | ВМФ                  | 23 июня 1953 — 30 апреля 2001        | Алма-Ата, Казахская ССР                                                                     | Москва, Российская Федерация                                            |        |
| 145 |      | Коэн, Леонтина Тереза                | СВР                  | 11 января 1913 — 23 декабря 1992     | Адамс, штат Массачусетс, США                                                                | Москва, Российская Федерация                                            |        |
| 146 |      | Коэн, Моррис Генрихович              | СВР                  | 2 июля 1910 — 23 июня 1995           | Нью-Йорк, США                                                                               | Москва, Российская Федерация                                            |        |
| 147 |      | Кравцов, Станислав Эдуардович        | Пехота и мотострелки | 2 мая 1970 — 8 августа 1996          | Таганрог, Ростовская область, РСФСР                                                         | Грозный, Чечня                                                          |        |
| 148 |      | Красиков, Александр Владимирович     | ФСБ                  | 25 октября 1958 — 13 октября 2005    | Нальчик, Кабардино-Балкарская АССР, РСФСР                                                   | Нальчик, Кабардино-Балкария                                             |        |
| 149 |      | Красников, Александр Алексеевич      | Пехота и мотострелки | род. 8 октября 1950                  | ст. Егорлыкская, Егорлыкский район, Ростовская область, РСФСР                               |                                                                         |        |
| 150 |      | Красников, Константин Кириллович     | Десантные войска     | 21 апреля 1968 — 4 октября 1993      | Кишинёв, Молдавская ССР                                                                     | Москва, Российская Федерация                                            |        |
| 151 |      | Красный, Виталий Сергеевич           | спецназ ГРУ          | род в 1988                           | Перевальск, Луганская область                                                               |                                                                         |        |
| 152 |      | Красов, Андрей Леонидович            | Десантные войска     | род. 27 января 1967                  | с. Землянка, Новосергиевский район, Оренбургская область, РСФСР                             |                                                                         |        |
| 153 |      | Крестьянинов, Андрей Владимирович    | МВД                  | 10 марта 1961 — 16 января 1996       | Тюмень, РСФСР                                                                               | Первомайское, Хасавюртовский район, Дагестан                            |        |
| 154 |      | Кретов, Павел Павлович               | авиация              | род. 7 декабря 1958                  | с. Тымовское, Кировский район, Сахалинская область, РСФСР                                   |                                                                         |        |
| 155 |      | Кривов, Павел Викторович             | Десантные войска     | 5 июня 1981 — 9 сентября 2022        | Рязань, РСФСР                                                                               | Харьковская область                                                     |        |
| 156 |      | Кривуля, Алексей Владимирович        | Пехота и мотострелки |                                      |                                                                                             |                                                                         |        |
| 157 |      | Крикалёв, Сергей Константинович      | Лётчик-космонавт     | род. 27 августа 1958                 | Ленинград, РСФСР                                                                            |                                                                         |        |
| 158 |      | Крицкий, Вячеслав Николаевич         | авиация              | род. 18 августа 1959                 | Актюбинск, Казахская ССР                                                                    |                                                                         |        |
| 159 |      | Кропочев, Иван Алексеевич            | ВВ МВД               | 29 сентября 1980 — 9 января 2000     | село Таяты, Каратузский район, Красноярский край, РСФСР                                     | Чечня                                                                   |        |
| 160 |      | Кротевич, Вячеслав Людвигович        | авиация              | 3 октября 1908 — 19 ноября 1943      | Елец, Орловская губерния, Российская империя                                                | севернее острова Гогланд, Финский залив                                 |        |
| 161 |      | Кружалин, Александр Павлович         | авиация              | 18 октября 1963 — 23 июня 2011       | Липецк, РСФСР                                                                               | ок. хутора Кабаново, Астраханская область                               |        |
| 162 |      | Крупинов, Анатолий Александрович     | ФСБ                  | 15 июля 1967 — 14 августа 2002       | Городец, Горьковская область, РСФСР                                                         | у села Ахкинчу-Борзой, Курчалоевский район, Чечня                       |        |
| 163 |      | Крутов, Александр Валерьевич         | авиация              | род. 12 августа 1951                 | Кинешма, Ивановская область, РСФСР                                                          |                                                                         |        |
| 164 |      | Крутов, Евгений Александрович        | авиация              | род. 23 марта 1978                   | Иваново, РСФСР                                                                              |                                                                         |        |
| 165 |      | Крынин, Александр Эдуардович         | Пехота и мотострелки | 1 мая 1995 — 28 марта 2022           | Воронеж, Российская Федерация                                                               | Малая Рогань, Харьковский район, Харьковская область, Украина           |        |
| 166 |      | Крюков, Олег Васильевич              | Сапёры               | род. 12 февраля 1967                 | Рыбница, Молдавская ССР                                                                     |                                                                         |        |
| 167 |      | Кублин, Олег Васильевич              | ВВ МВД               | род. 3 августа 1960                  | Калининград, Московская область, РСФСР                                                      |                                                                         |        |
| 168 |      | Кудинов, Евгений Александрович       | Десантные войска     |                                      |                                                                                             |                                                                         |        |
| 169 |      | Кудь-Сверчков, Сергей Владимирович   | Лётчик-космонавт     | род. 23 августа 1983                 | Ленинск, Кзыл-Ординская область, Казахская ССР                                              |                                                                         |        |
| 170 |      | Кузин, Артём Иванович                | Десантные войска     |                                      |                                                                                             |                                                                         |        |
| 171 |      | Кузнецов, Александр Васильевич       | Пехота и мотострелки | род. 19 сентября 1979                | Омск, РСФСР                                                                                 |                                                                         |        |
| 172 |      | Кузнецов, Александр Сергеевич        | спецназ ГРУ          | род. 10 августа 1977                 | с. Никольское, Гатчинский район, Ленинградская область, РСФСР                               |                                                                         |        |
| 173 |      | Кузьмин, Сергей Викторович           | ВМФ                  | род. 3 июня 1955                     | Киев, Украинская ССР                                                                        |                                                                         |        |
| 174 |      | Кузьмин, Фёдор Васильевич            | МВД                  | 6 сентября 1970 — 6 марта 1996       | Сарань, Карагандинская область, Казахская ССР                                               | Грозный, Чечня                                                          |        |
| 175 |      | Кузьминчук, Сергей Вадимович         | Морская пехота       | род. в 1989                          | Владивосток, Приморский край, РСФСР                                                         |                                                                         |        |
| 176 |      | Кузьмичёв, Михаил Вадимович          | ВМФ                  | род. 30 января 1964                  | Ленинград, РСФСР                                                                            |                                                                         |        |
| 177 |      | Куимов, Николай Дмитриевич           | авиация              | 16 декабря 1957 — 17 августа 2021    | Подольск, Московская область, РСФСР                                                         | Кубинка, Московская область, РСФСР                                      |        |
| 178 |      | Кукарин, Евгений Викторович          | ВВ МВД               | род. 16 июня 1954                    | Миллерово, Ростовская область, РСФСР                                                        |                                                                         |        |
| 179 |      | Куков, Валерий Петрович              | Пехота и мотострелки | род. 30 января 1953                  | пос. Железнодорожный, Правдинский район, Калининградская область, РСФСР                     |                                                                         |        |
| 180 |      | Кулаков, Роман Иванович              | Десантные войска     | 15 сентября 1976 — 30 марта 1996     | станица Ессентукская, Предгорный район, Ставропольский край, РСФСР                          | у села Сержень-Юрт, Шалинский район, Чечня                              |        |
| 181 |      | Кульков, Никита Геннадьевич          | ВВ МВД               | 9 марта 1969 — 9 января 2000         | Ленинград, РСФСР                                                                            | Аргун, Чечня                                                            |        |
| 182 |      | Кумов, Андрей Николаевич             | ФСБ                  | род. 16 июля 1964                    | Гомель, Белорусская ССР                                                                     |                                                                         |        |
| 183 |      | Курахмаев, Хаджимурат Асхабович      |                      | 3 декабря 1979 — 12 августа 1999     | Ансалта, Ботлихский район, Дагестанская АССР                                                | Ансалта, Ботлихский район, Дагестан                                     |        |
| 184 |      | Курбангалеев, Артур Ришатович        | Десантные войска     | 1 декабря 1980 — 9 сентября 1999     | Уфа, Башкирская АССР, РСФСР                                                                 | Новолакский район, Дагестан                                             |        |
| 185 |      | Курбанов, Абдулхалик Шамилович       | Погранвойска         | 20 мая 1978 — 28 февраля 2004        | Бежта, Цунтинский район, Дагестанская АССР, РСФСР                                           | близ погранзаставы «Бежта», Цунтинский район, Дагестан                  |        |
| 186 |      | Курбанов, Руслан Маркизович          | Бронетанковые войска | род. 10 декабря 1996                 | Татиль, Табасаранский район, Республика Дагестан                                            |                                                                         |        |
| 187 |      | Курбатов, Иван Петрович              | Пехота и мотострелки | 29 мая 1919 — 6 августа 1941         | станция Никитовка (ныне в черте города Горловка), Донецкая область                          | Ленинградская область, РСФСР                                            |        |
| 188 |      | Курганов, Алексей Сергеевич          | Десантные войска     | 9 мая 1990 — 7 марта 2022            | Андреево, Судогодский район, Владимирская область, РСФСР                                    | Украина                                                                 |        |
| 189 |      | Курганов, Юрий Юрьевич               | ВМФ                  | род. 11 июля 1957                    | Килия, Одесская область, Украинская ССР                                                     |                                                                         |        |
| 190 |      | Курилкин, Тимур Викторович           | Пехота и мотострелки |                                      |                                                                                             |                                                                         |        |
| 191 |      | Курносенко, Сергей Петрович          | Бронетанковые войска | 1 января 1964 — 31 декабря 1994      | с. Григорьевка, Каргалинский район, Актюбинская область, Казахская ССР                      | Грозный, Чечня                                                          |        |
| 192 |      | Куроедов, Алексей Юрьевич            | Пехота и мотострелки | род. 21 апреля 1974                  | Троицк, Московская область, РСФСР                                                           |                                                                         |        |
| 193 |      | Курягин, Юрий Герасимович            | ВМФ                  | 15 февраля 1977 — 31 декабря 1999    | Владивосток, Приморский край, РСФСР                                                         | пос. Харачой, Веденский район, Чечня                                    |        |
| 194 |      | Кустов, Сергей Викторович            | ВВ МВД               | 11 октября 1971 — 23 ноября 2001     | с. Грабово, Пензенский район, Пензенская область, РСФСР                                     | с. Шали, Шалинский район, Чечня                                         |        |
| 195 |      | Кутузов, Роман Владимирович          | Генералитет          | 16 февраля 1969 — 5 июня 2022        | Владимир, РСФСР                                                                             | Николаевка, Луганская область, Украина                                  |        |
| 196 |      | Кучин, Борис Максимович              | авиация              | 4 апреля 1923 — 27 декабря 2007      | село Марково, Волоколамский уезд, Московская губерния, РСФСР                                | Москва, Российская Федерация                                            |        |
| 197 |      | Куянов, Олег Викторович              | спецназ ГРУ          | 24 мая 1969 — 15 октября 1999        | Бердск, Новосибирская область, РСФСР                                                        | станица Серноводская, Сунженский район, Чечня, Российская Федерация     |        |
| 198 |      | Кяров, Анатолий Султанович           | МВД                  | 10 ноября 1957 — 12 января 2008      | Нальчик, Кабардино-Балкарская АССР, РСФСР                                                   | Нальчик, Кабардино-Балкария, Российская Федерация                       |        |